# 吉倫·康奈爾
吉倫·康奈爾（英語：Gaelan Connell，1989年5月19日—）是美國的一位演員和音樂人。康奈爾出生在華盛頓特區，他擁有愛爾蘭血統。

## 外部連結
- 吉倫·康奈爾在互联网电影资料库（IMDb）上的資料（英文）